# Anacharsis
Pour les articles homonymes, voir Anacharsis (homonymie).
Anacharsis (Ἀνάχαρσις, Anácharsis) est un philosophe d’origine « barbare » puisque venu en Grèce du peuple des Scythes au nord de la mer Noire au début du VIe siècle av. J.-C. Il est parfois rangé parmi les Sept sages. Il ne reste aucun texte de lui hormis des traditions indirectes. Ce personnage presque légendaire représente l’étranger avisé, le « regard du dehors » dans la civilisation hellénique, une sorte de préfiguration de la perspective des cyniques mettant à distance les mœurs habituelles de la Cité.

## Biographie
Anacharsis est fils d’un prince scythe, Gnouros (Daucétès, selon Lucien de Samosate), et d’une Grecque. Il était bilingue et appartenait à la classe noble des tarabostes que les Grecs nommaient pilophores (porteurs de bonnets). Son frère Cadouidas aurait été roi des Scythes, à ce point célèbre pour sa franchise qu’il fit passer en proverbe « La façon de parler scythe » à Athènes. Le roi scythe Idanthyrse, qui affronta Darius Ier, pourrait également être son neveu.
Il serait venu à Athènes vers la 47e Olympiade (vers 588 avant notre ère) et aurait été accueilli par Solon, séduit par sa répartie. Il aurait été le premier étranger à recevoir les privilèges de la citoyenneté athénienne et aurait même été initié aux mystères d'Éleusis de Déméter.
D’après Hérodote (Enquête, IV, 76), quand Anacharsis revint chez lui, il aurait été tué par son frère parce qu’il voulait importer les coutumes des Grecs. Les Scythes lui auraient reproché d’avoir voulu sacrifier à la déesse Cybèle.

## Doctrine
On lui attribue un livre de 800 vers en grec comparant les usages des Scythes et ceux des Grecs sur la simplicité de vie et sur la guerre. Il n'en subsiste rien.
Certaines de ses sentences sont cependant restées célèbres.
Un Grec lui ayant fait le reproche d’être Scythe, il lui répondit : « Si ma patrie m’est un sujet de honte, toi, tu es un sujet de honte pour ta patrie. » (Diogène Laërce, Vie d'Anacharsis)
Un de ses sujets d’ironie constants en tant que Scythe est le fait que les Athéniens qui se veulent si prudents sur terre prennent des risques inconsidérés en prenant la mer. Apprenant qu’un bateau n’était épais que de quatre doigts, il s’étonnait qu'une si petite épaisseur préservât les marins de la mort. (…) On lui demandait si les vivants étaient plus nombreux que les morts. Il dit : « Mais d’abord, ceux qui sont sur mer, dans quelle catégorie les rangez-vous ? (…) ». Il prétendait encore que le vaisseau le plus sûr est celui qui est à l’ancre.
Cette dernière phrase explique peut-être la tradition, issue de Strabon selon laquelle il aurait été l’inventeur de l’ancre. Diogène Laërce dit qu'il aurait aussi inventé le tour de potier.
Un autre de ses sujets d’ironie constants est le sport et l’athlétisme (sujet de l’Anacharsis de Lucien de Samosate, voir ci-dessous). Il était surpris de voir les Grecs faire des lois sur la violence, et pourtant récompenser les athlètes de s’être bien donné des coups. (…)
Selon Dion Chrysostome, Discours aux Alexandrins, 44, il disait que « l’huile rend fou, car après s’en être frottés, les athlètes se conduisent les uns envers les autres comme des insensés. » 
Enfin le principal sujet de ses réflexions est le mensonge et la vie dénaturée des cités. À ceux qui lui demandaient ce que les hommes avaient de bon et de mauvais à la fois, il répondait : la langue. Il préférait un ami sûr à beaucoup d’amis infidèles. Il a défini l’Agora comme « un lieu où l’on se trompe mutuellement et où l’on s’enrichit par le vol. »
Il comparait les lois à des « toiles d’araignées qui n’attrapent que les petites mouches mais laissent passer les guêpes et les plus gros bourdons. »
De nombreuses maximes concernaient la modération et la tempérance : « La vigne porte trois grappes, l’une de plaisir, la seconde d’ivresse, la troisième de repentir. »  Au bas de ses statues, les Grecs inscrivaient : « II faut savoir maîtriser sa langue, son cœur et son sexe. »
On lui attribuait enfin une lettre sans doute apocryphe au roi Crésus, le riche roi de Lydie :

« Je suis venu en Grèce, roi de Lydie, pour apprendre les mœurs et les coutumes grecques. Je n’ai pas besoin d’or, il me suffira pour être heureux d’être devenu meilleur quand je reviendrai en Scythie. Je vais toutefois à Sardes, heureux de vous fréquenter. »

Protagoniste du Banquet des sept sages (Plutarque) il y intervient à quelques reprises (notamment chapitre 12, sur « la manière dont une maison doit être réglée »).

## Anacharsisde Lucien
Anacharsis apparaît dans le dialogue de Lucien de Samosate Anacharsis, ou les Gymnases. Il y critique l’athlétisme en discutant avec Solon d’Athènes.
Il apparaît aussi dans un autre texte de Lucien, Le Scythe, ou le Proxène, où il discute avec son compatriote Toxaris arrivé avant lui à Athènes.

## Anacharsis auXVIIIesiècle
En 1788, l'abbé Jean-Jacques Barthélemy (1716-1795), philologue, publia Les Voyages du jeune Anacharsis en Grèce, un récit de voyage détaillé et érudit décrivant les sites et la géographie de la Grèce classique (une version française de la Description de la Grèce de Pausanias).
Le voyage du jeune Anacharsis, le descendant du sage renommé en Grèce, dure d'avril 363 av. J.-C. au 7 juillet 336 av. J.-C., quelques jours avant le déclenchement de l'invasion de l'Empire perse par Philippe. Mais l'abbé Barthélemy retrace également d'autres passages de l'histoire athénienne, tels que les réformes des législateurs des VIe et VIIe siècles av. J.-C. (Dracon, Épiménide, Solon…), les guerres médiques, le siège de Syracuse (415 - 413 av. J.-C.), la chute d'Athènes (avril 404 av. J.-C.)… Il en profite pour rédiger de longues et minutieuses descriptions de diverses villes grecques ou ioniennes, et digresse souvent sur d'autres sujets tels que le théâtre, les coutumes et traditions des peuples, et la philosophie.
Un détail qui caractérise ses écrits : Barthélemy décida, par souci de précision, de noter en bas de ses pages chacune des références antiques qu'il utilise, et convertit lui-même les dates antiques et les valeurs monétaires ou de poids. Nombre d'écrivains célèbres après lui (dont Chateaubriand) se contentèrent de reprendre les notes scrupuleusement écrites par l'abbé lorsqu'ils voulaient parler de l'Antiquité, au lieu de refaire la recherche par eux-mêmes… L'Anarcharsis renferme de nombreuses informations très précieuses sur le vin : mœurs et vie civile des athéniens, fêtes, grandes Dionysiaques, culte de Bacchus, repas, mœurs de table, plats, boissons, longues listes de nourriture avec leurs provenances, cuisiniers, recettes, divers vins de Grèce et des îles ; fêtes des Spartiates, fêtes et mystères d'Éleusis, l'agriculture, etc.
Au moyen d'un cadre simple et ingénieux, Barthélemy y présente le tableau fidèle de la Grèce au siècle de Périclès et de Philippe ; il avait employé 30 années à élever ce monument ; on estime surtout l'Introduction de l'ouvrage. Le livre eut un énorme succès en France et à l’étranger. Au point d'être considéré comme « le dernier grand succès littéraire du XVIIIe siècle ». Il contribua au renouveau du néoclassicisme et eut de nombreuses imitations tout au long du XIXe siècle. René Étiemble qualifiera cet ouvrage d’« illustre fadaise. »
C’est en référence à Anacharsis que pendant la Révolution française, le révolutionnaire d’origine prussienne Jean-Baptiste Cloots (ou Clootz) s’est fait appeler Anacharsis Cloots.

### Sources
- Cicéron, Tusculanes (V, 32) remacle.org ;
- Diogène Laërce, Vies, doctrines et sentences des philosophes illustres [détail des éditions] (lire en ligne) (I, 101–105) ;
- Hérodote, Histoires [détail des éditions] [lire en ligne] (IV, 76) ;
- Lucien de Samosate
  - Le Scythe, ou le Proxène 1 2.
  - Anacharsis, ou les Gymnases

### Continuations
- Jean-Jacques Barthélemy, Les Voyages du jeune Anacharsis en Grèce lire en ligne.